# 望美站
望美站（：／ Mangmi yeok */?）是釜山地鐵3號線沿線的一座地下車站，位於韓國釜山廣域市水營區望美洞，韓語副站名為「釜山地方兵務廳」（。

## 車站結構
站體為2面2線側式月台的地下車站，候車月台設有月台幕門，並有8處出口。

### 月台配置
| 水營 ↑ |
| \| 上  |
| ↓ 盃山 |

| 月台 | 路線               | 目的地                                       |
| ---- | ------------------ | -------------------------------------------- |
| 上行 | ●釜山都市铁道3号线 | 水營方向                                     |
| 下行 | ●釜山都市铁道3号线 | 蓮山、綜合運動場、美南、德川、龜浦、大渚方向 |

## 歷史
- 2005年11月28日－落成啟用。

## 車站周邊
- 釜山地方兵務廳
- 廣安中學
- 德文女子高校
- 釜山經商大學（朝鲜语：부산경상대학교）

## 圖片

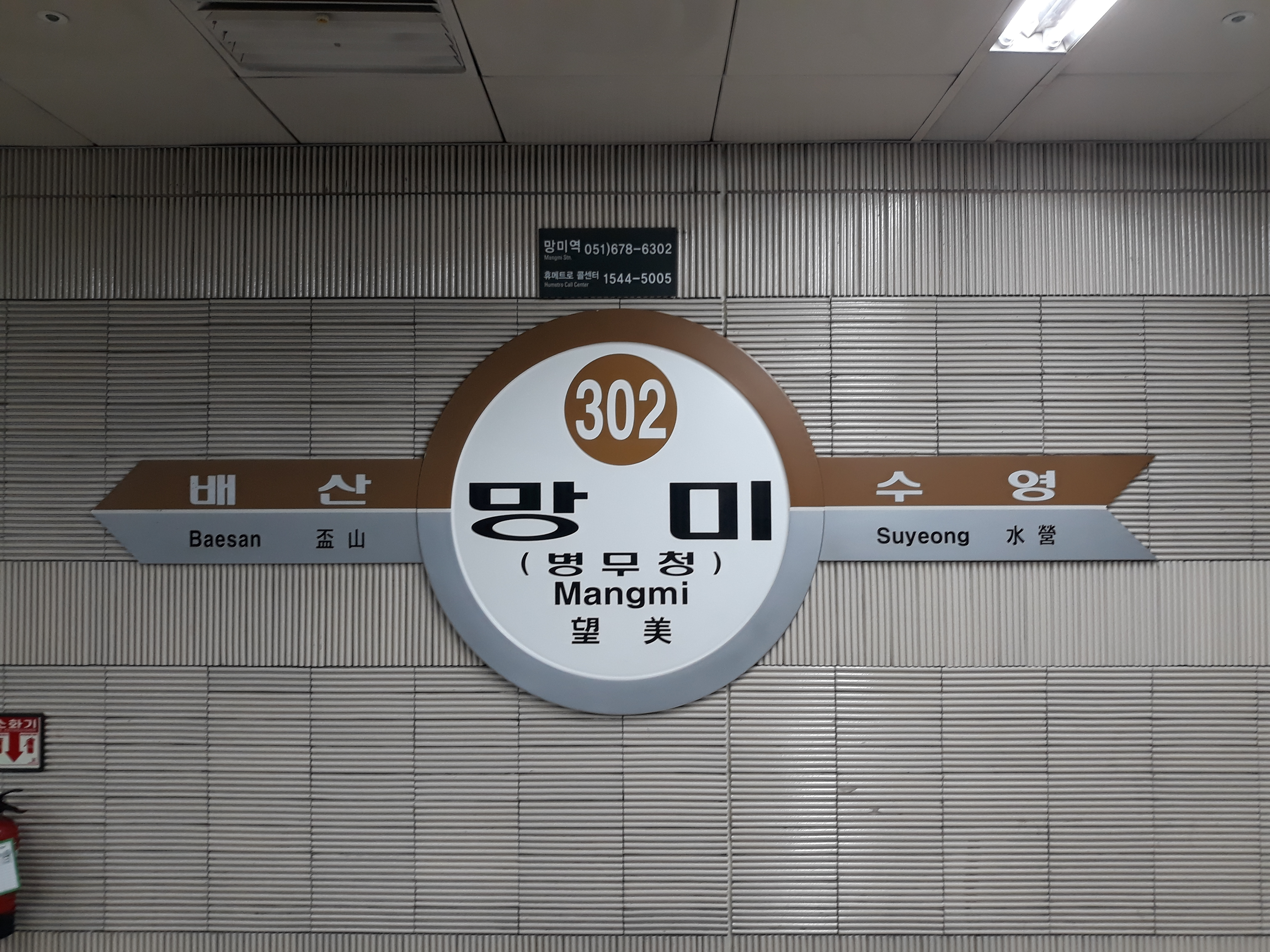
站名牌
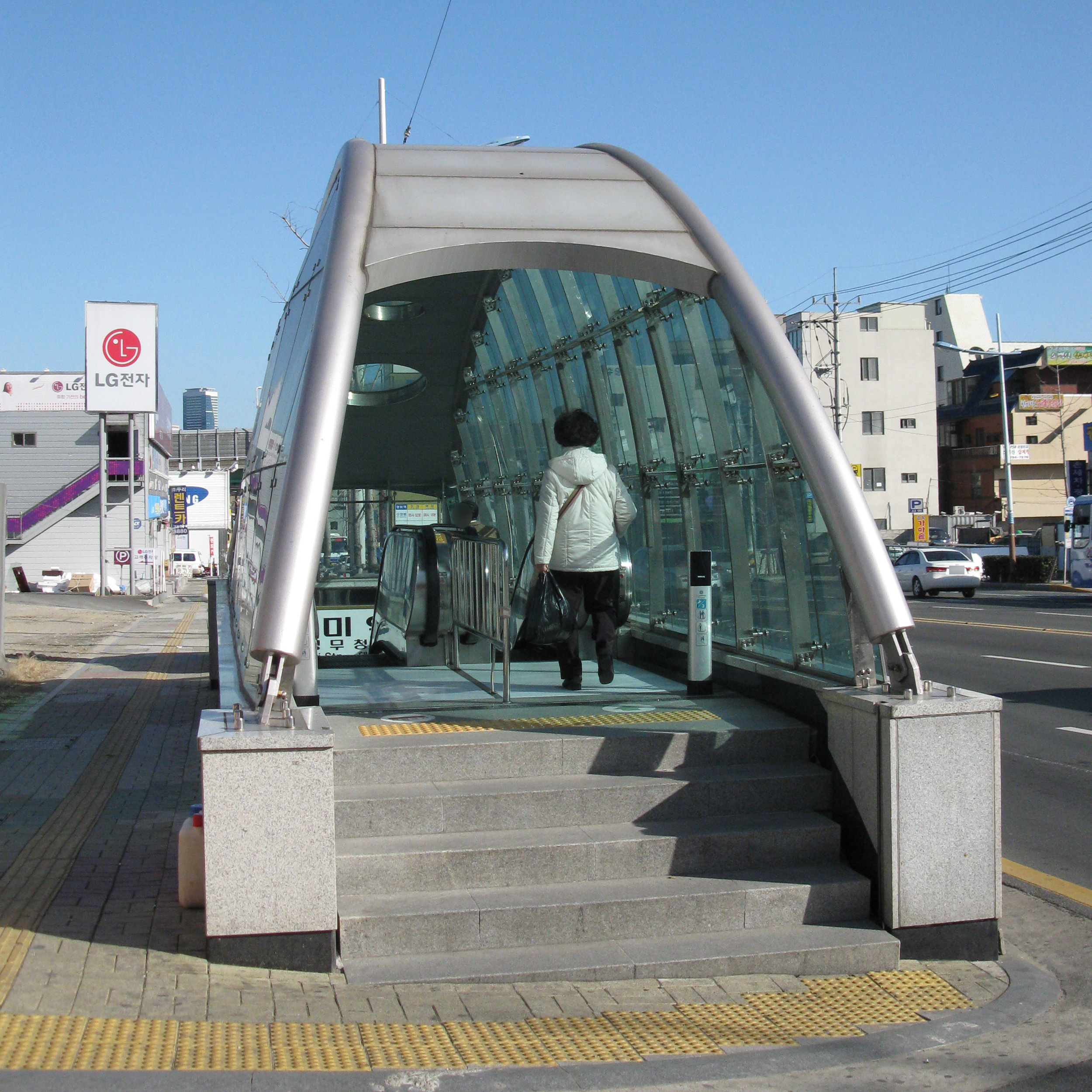
8號出口

## 相鄰車站
釜山交通公社
●釜山都市铁道3号线
水營（301）－望美（302）－盃山（303）